# Pierre Gourdon
Pour les articles homonymes, voir Gourdon.
Pierre Gourdon, né le 15 septembre 1869 à Chemillé (Maine-et-Loire), mort à Paris le 23 novembre 1952, est un écrivain de langue française qui a écrit une cinquantaine d'ouvrages : romans sentimentaux, historiques, essais, biographies.

## Biographie
Pierre Gourdon est le père de Germaine Gourdon et le grand-père maternel de Geneviève de Gaulle-Anthonioz. Il a vécu au château de l’Écho à Chemillé. Membre de la SGDL, il a écrit dans La Croix, Le Pèlerin, Le Mois.
L’Académie française lui décerne le prix Jules-Davaine en 1913 pour Les Courtagré et 1918 pour La Réfugiée et le prix d'Académie en 1928 pour l'ensemble de son œuvre.

## Œuvres
- À la dérive, 1908
- L'Invincible Espérance
- Le Prix d'une âme, 1910[3]
- La Réfugiée, 1916, rééditions, BiblioBazaar, 2010  (ISBN 978-1-17231292-4), HardPress Ltd, 2013  (ISBN 978-1-31367615-1)
- Une fleur sur les ruines
- Qui-Rit Le Paludier..., Calmann-Lévy, 1921, réédition, Nabu Press, 2012  (ISBN 9781277333886)[4]
- Johanna Beaumon, Sarrelouisienne, 1922
- Qui?Foyer-Romans n°12, Hirt & Cie, Reims, 1923
- À l'américaine[5], 1924
- Le Sursaut, 1924[6]
- La Fille du Baplisou, 1925[7]
- Accusée ! Collection Stella, 1926
- La Croix qui chante - SPES, 1928[8]
- Le Drame d'Orsaizé, 1928
- La Légende du donjon, 1932
- 1832, Mame, 1932[9]
- L'Héroïque Aventure, 1935
- Au vieux pays
- Bernard de Flée
- Le Mystérieux Passé, 1941
- Pour l'amour de Guillemette, 1942
- La Clé du chiffre
- Le Député Dolbreuse
- Le Juré Mathieu
- Les Fiancés de la Résistance
- Patience passe science
- Le général de Gaulle serviteur de la France, 1945
- René Bazin, mon maître, collection Durendal, 1946
- Ses deux amours, collection La Frégate, no 10, Maison de la Bonne Presse, 1947
- Privée d'amour, collection La Frégate, no 20, Maison de la Bonne Presse, 1947
- Totor, titi, collection La Frégate, no 31, Maison de la Bonne Presse, 1949
- Impossible amour, collection La Frégate, no 46, Maison de la Bonne Presse,1950
- Le Secret des cœurs, collection Stella n°559, 1950
- L'invincible espérance, collection La Frégate, no 68, Maison de la Bonne Presse,1952